# Ditaxis biseriata
Espèce
Ditaxis biseriata est une espèce de Neuroptères de la famille des Mantispidae. L'espèce est présente dans deux États d'Australie.

## Caractéristiques
Ditaxis biseriata a une coloration de base brunâtre et le physique typique des accrocheurs : le prothorax est long et fin, les pattes de la première paire de pattes, qui sont juste derrière la tête, sont conçues comme des pattes accrocheuses. Lorsqu'ils sont au repos, ceux-ci sont repliés de manière que les animaux se tiennent sur deux paires de pattes, comme il est d'usage chez les captifs. La tête est triangulaire et porte des yeux composés proéminents. Les paires d'ailes sont généralement réticulées et pour la plupart transparentes. Les antennes sont extrêmement courtes.

## Répartition
Ditaxis biseriata est une espèce très rare et se trouve en Australie dans les États de la Nouvelle-Galles du Sud sur la côte sud-est et du Queensland sur la côte nord-est. Le spécimen type a été trouvé dans la baie de Moreton (Australie, Queensland).

## Mode de vie
Les animaux adultes se nourrissent d'autres insectes, jusqu'à présent rien n'est connu sur les stades préimaginaux.

## Systématique
Le nom valide complet (avec auteur) de ce taxon est Ditaxis biseriata (Westwood, 1852).
L'espèce a été initialement classée dans le genre Mantispa sous le protonyme Mantispa biseriata Westwood, 1852,. En 1867, Friedrich Moritz Brauer a placé l'espèce dans le genre Drepanicus
Ditaxis biseriata a pour synonymes :
- Drepanicus biseriatus (Westwood, 1852)
- Mantispa biseriata Westwood, 1852

## Publication originale
- (en) J. O. Westwood, « On the Genus Mantispa, with Descriptions of various New Species », Transactions of the Royal Entomological Society of London, Royal Entomological Society, vol. 1,‎ mars 1852, p. 252-270 (ISSN 0035-8894 et 2056-5259, OCLC 1125695995, DOI 10.1111/J.1365-2311.1852.TB02505.X, lire en ligne).